# Hatchett Hill
Pour les articles homonymes, voir Hatchet (homonymie).
Hatchett Hill (ou Hatchet Hill) est une montagne située au sein de la vallée du Connecticut, dans l'état du même nom (États-Unis), et faisant partie de Metacomet Ridge. Le sommet s'élève à environ 160 mètres d'altitude en son point le plus élevé.

## Géographie

### Topographie
Hatchett Hill s'élève abruptement à 60 mètres de hauteur au-dessus des gorges de Tariffville taillées par la rivière Farmington, à son extrémité méridionale. Elle s'étend sur 4 kilomètres de long pour 1,2 kilomètre en son point le plus large. Son point culminant atteint environ 160 mètres d'altitude. Elle se situe intégralement sur le territoire d'East Granby. Elle abrite en son centre le marais Marsh Pond, un kettle, étendue d'eau d'origine glaciaire. Elle se prolonge au nord par Peak Mountain et au sud par Talcott Mountain.

### Géologie
Hatchett Hill, comme la plus grande partie de Metacomet Ridge, est composée de basalte, une roche volcanique. Elle s'est formée à la fin du Trias lors de la séparation de la Laurasia et du Gondwana, puis de l'Amérique du Nord et de l'Eurasie. La lave émise au niveau du rift s'est solidifiée en créant une structure en mille-feuille sur une centaine de mètres d'épaisseur. Les failles et les séismes ont permis le soulèvement de cette structure géologique caractérisée par de longues crêtes et falaises.

### Écosystème
La combinaison des crêtes chaudes et sèches, des ravines froides et humides et des éboulis basaltiques est responsable d'une grande variété de microclimats et d'écosystèmes abritant de nombreuses espèces inhabituelles pour la région. Hatchett Hill est un important corridor migratoire saisonnier pour les rapaces.

## Activités

### Tourisme
Une partie des 82 kilomètres du Metacomet Trail, maintenu par la Connecticut Forest and Park Association, traverse Hatchett Hill et est ouverte à l'observation ornithologique, à la raquette à neige et à diverses autres activités de détente. Malgré son altitude modeste, ses falaises offrent un remarquable panorama sur les paysages alentour, en particulier les gorges de Tariffville.

### Menaces et protections environnementales
Les principales menaces et pollutions visuelles qui pèsent sur Peak Mountain sont l'étalement périurbain et le creusement de carrières. L’East Granby Land Trust a joué un rôle important dans la conservation de Peak Mountain. En 2000, elle a fait l'objet d'une étude du National Park Service en vue d'être intégrée dans un nouveau National Scenic Trail, le New England National Scenic Trail, qui aurait inclus le Metacomet-Monadnock Trail au Massachusetts d'une part, les Mattabesett Trail et Metacomet Trail au Connecticut d'autre part.